# 松岡凛
松岡 凛（まつおか りん、1996年〈平成8年〉12月14日 - ）は、日本のタレント、グラビアアイドル、レースクイーン、モデル。東京都足立区出身、ハーベスターズ業務提携。

## 経歴
17歳からレースクイーン、ランウェイ及びZOZOTOWNのモデルとして活動を開始。
恵比寿★マスカッツメンバーとして2015年9月26日の結成時より参加。
グラビアアイドルとしても、2016年2月19日に初のイメージDVDとなる『Finest』（イーネットフロンティア）を発売。2017年にはGROUND ZEROのラウンドガール2018年からはシュートボクシングのラウンドガールも務める。
2022年8月13日、恵比寿ガーデンホールにて行われた「第2世代恵比寿マスカッツ真夏の卒業式」をもち恵比寿マスカッツを卒業（メンバー全員が卒業する事実上の解散）。

## 人物
特技はバスケットボール・接客・走ること、趣味は車・ディズニー。
好きなものはフルーツ・ROXY・GUESS・車、好きな色は青、嫌いなものは甘い物・虫・怖いこと。

## 出演

### テレビ番組
- マスカットナイト（2015年10月8日 - 2017年3月30日、テレビ東京）
- マスカットナイト・フィーバー!!!（2017年4月6日 - 9月28日、テレビ東京）
- 女神たちのかようび（2017年7月12日・8月9日 - 30日、チバテレビ）
- 恵比寿マスカッツ横丁!（2017年10月5日 - 12月28日、テレビ東京）
- 恵比寿マスカッツのすぽスポSPORTS（2018年5月9日 - 2019年3月27日、BSスカパー!）

### イベント
- D1グランプリ2017 Rd.7「Team 広島トヨタ with DROO-P レースクイーン」（2017年10月7日 - 8日）[7]
- MICHITOMO FRIDAY NIGHT Vol.5「深夜だからこそできるアイドル座談会」（2018年11月23日未明・新宿LOFT PLUS ONE）[8]

## 作品
恵比寿★マスカッツ

### DVD
- Finest（2016年2月19日、イーネット・フロンティア）
- 凛情感（2017年7月21日、イーネットフロンティア）
- RinRinRin（2018年12月25日、エアーコントロール）
- 凛のそばに（2019年6月28日、スパイスビジュアル）
- 日焼け後のGカップ（2023年5月23日、スパイスビジュアル）
- ギャルお姉さんは優しい（2023年11月24日、竹書房）
- 小麦色のヴィーナス（2024年8月28日、スパイスビジュアル）[9][10]